# Walther Kiaulehn
Walther Kiaulehn (* 4. Juli 1900 in Berlin; † 7. Dezember 1968 in München) war ein deutscher Journalist und Schriftsteller.

## Leben
Nach einer Lehre als Elektromonteur wurde Kiaulehn Journalist. 1924 arbeitete er beim Berliner Tageblatt, von 1930 bis 1933 bei der B.Z. am Mittag. Sein journalistisches Kürzel damals war Lehnau, ein verkürztes Anagramm.
Ende der 1930er Jahre arbeitete er als gelegentlicher Sprecher der Deutschen Wochenschau und vieler NS-Kulturfilme. 1939/40 war er Soldat. Von 1940 bis 1943 diente er als Pk-Berichterstatter z. b. V. (zur besonderen Verwendung) mit Sonderstatus für die propagandistische NS-Auslandsillustrierte Signal in Frankreich, Belgien, den besetzten Gebieten der UdSSR und auf dem Balkan. 1943 wurde er vom Propaganda-Ministerium für Drehbucharbeiten zu NS-Kulturfilmen unabkömmlich (uk) gestellt. Kiaulehn wurde 1947 vom französischen Autor und Résistancekämpfer Vercors seine Mitarbeit im verbreitetsten Hitlerorgan während der deutschen Besetzung in Frankreich vorgeworfen. Andererseits erhielt Kiaulehn während des Dritten Reichs wegen kritischer Artikel aber auch Berufsverbot.
Nach 1945 zog Kiaulehn nach München. Dort arbeitete er zuerst als Schauspieler und als Kabarettist. Er spielte u. a. an der „Kleinen Komödie“ und im „Volkstheater“. 1946 spielte er in einem Programm des Kabaretts „Die Schaubude“, das er auch gleichzeitig conferierte. Er bestritt gemeinsam mit Werner Finck und Hellmuth Krüger „Das Schmunzelcolleg“. Nebenbei spielte er in verschiedenen Nachkriegsfilmen. Seine anfänglichen Versuche, bei der Neuen Zeitung journalistisch wieder Fuß zu fassen, scheiterten zunächst am Widerstand von Hans Habe, obwohl er von Erich Kästner protegiert wurde. Erst nach Habes Ablösung hatte Kiaulehn Erfolg. Anfang der 1950er Jahre wurde er Feuilletonchef beim Münchner Merkur, wo er bis zu seinem Tod 1968 als leitender Redakteur und Theaterkritiker arbeitete.

## Werke
- Lehnaus Trostfibel und Gelächterbuch. Feuilletons. Ernst Rowohlt, Berlin 1932. (Das Buch wurde 1933 von den Nationalsozialisten verboten und beschlagnahmt.)
- Die eisernen Engel. Geburt, Geschichte und Macht der Maschinen von der Antike bis zur Goethezeit. Deutscher Verlag 1935
- Lesebuch für Lächler. Ernst Rowohlt, Hamburg 1938.
- Feuerwerk bei Tage. Ernst Rowohlt, Hamburg 1948.
- Berlin. Schicksal einer Weltstadt. Biederstein, München 1958, 1969, C. H. Beck, München 1997. Auszüge
- Rüdesheimer Fragmente. Zeichnungen von Heinrich Luckner. Ernst Staneck, Berlin 1961.
- Mein Freund der Verleger. Ernst Rowohlt und seine Zeit. Rowohlt, Reinbek 1967, ISBN 978-3-498-03404-7.
- Detlef Bluhm (Hrsg.): Lob der stillen Stadt. Feuilletons aus den Veröffentlichungen von 1932 bis 1938. Fannei & Walz, Berlin 1989, ISBN 3-927574-00-7. (Wiederauflage des Titels von 1932)
  - Reprint: Berlin, Lob der stillen Stadt. Schöffling, Frankfurt 1998.
- Der richtige Berliner in Wörtern und Redensarten. verfaßt von Hans Meyer und Siegfried Mauermann bearbeitet und ergänzt von W. Kiaulehn. 12. Auflage. nach der Neuausgabe 1985. Verlag C.H. Beck, München 1996, ISBN 3-406-39262-8.

## Filme (Auswahl)
Als Schauspieler:
- 1947: Zwischen gestern und morgen
- Das verlorene Gesicht (1948)
- Heimliches Rendezvous (1949)
- Du bist nicht allein (1949)
- Land der Sehnsucht (1950)
- Aufruhr im Paradies (1950)
- Der fallende Stern (1950)
- Fanfaren der Liebe (1951)
- Lola Montez (1955)
- Ein Weihnachtslied in Prosa (1955)

Als Drehbuchautor
- Weltstadt am Wasser (1937)
- Großstadt-Typen (1938)
- Aus der Heimat des Freischütz (1938)
- Mein Freund wird Bergmann (1951)